# 森田育代
森田 育代（もりた いくよ、1938年12月16日 - ）は、日本の女優、声優。

## 人物
劇団俳優小劇場、地人会に所属していた。

## 出演

### 吹き替え

#### 女優
アンジー・ディキンソン
- サブリナ（タイソン夫人）
- ニューマンという男（フランシー中尉）

ジュディ・デンチ
- ムッソリーニとお茶を（アラベラ）
- 007 ゴールデンアイ（M）※テレビ朝日版
- 007 ワールド・イズ・ノット・イナフ（M）※ソフト版

#### 映画
- 狼たちの午後（アンジー）
- キラー・エリート（エイミー）
- ギャング（マヌーシュ）
- グライド・イン・ブルー（ジョリーン）
- 激走!5000キロ（アリス）※テレビ朝日版
- 007/カジノ・ロワイヤル（バタカップ）※日本テレビ版
- 追憶の女（スタンリー〈ベティ・デイヴィス〉）
- 追跡者（ローラ〈シェリー・ノース〉）
- 美女と野獣 ※TBS版
- 夜の大捜査線/霧のストレンジャー（モーガン夫人〈シェリー・ノース〉）

#### ドラマ
- 名探偵ポワロ スタイルズ荘の怪事件
- ルーツ

#### アニメ
- おませなマハルダ
- ミッキーのクリスマスの贈りもの

### 劇場アニメ
- 5等になりたい。（1995年）- 林先生
- 劇場版 天地無用! in LOVE2 遙かなる想い（1999年）- おばあさん

### テレビドラマ
- ここに生きる（1962年、NHK）
- おかあさん(2)（1965年、TBS）
- 望郷（1966年、NHK）
- あの人（1967年、NHK）
- 鬼平犯科帳 #42（1969年、NET）- 矢場の女
- お別れよ（1970年、TBS）
- 天国の父ちゃんこんにちは　その16（1971年、TBS）
- もうひとつの愛（1972年、TBS）
- ジキルとハイド（1972年、CX）
- 快傑黒頭巾（1976年、NHK）
- 青春の門 第二部（1977年、MBS）
- 遙かなりマイ・ラブ（1981年、TBS）
- あした幸福（1981年、TBS）
- イエスの方舟（1985年、TBS）
- 忠臣蔵・女たち・愛（1987年、TBS）
- 都会の森（1990年、TBS）
- シングルス（1997年、KTV）

### 舞台
- 聯綿（2013年、演劇ユニットG.com）
- 穴の中　或は、■の中（2014年、演劇ユニットG.com）
- 肉弾（2016年、演劇ユニットG.com）

他多数